# PGC 40735
LEDA/PGC 40735 (auch NGC 4373B) ist eine Balken-Spiralgalaxie vom Hubble-Typ SBd im Sternbild Zentaur am Südsternhimmel. Sie ist schätzungsweise 135 Mio. Lichtjahre von der Milchstraße entfernt und hat einen Durchmesser von etwa 60.000 Lichtjahre.

Im selben Himmelsareal befinden sich u. a. die Galaxien NGC 4373, IC 3370, IC 3290, PGC 40549.